# Cincinnato Baruzzi
Cincinnato Baruzzi (Imola, 16 de marzo de 1796 - Bolonia, 28 de enero de 1878) fue un escultor y profesor de la misma disciplina en la Academia de Bellas Artes de Bolonia desde 1831 a a 1859.

## Educación

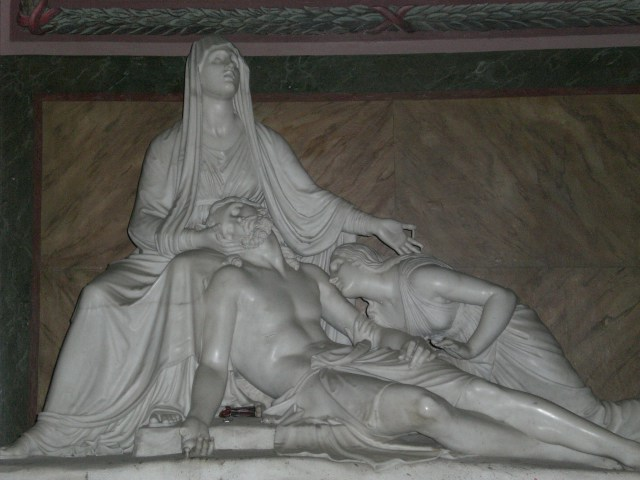
Pietà de Baruzzi. Modelada de acuerdo al modelo de Canova esta escultura se encuentra en la iglesia del Santissimo Salvatore en Terracina, Lacio.

Cincinnato Baruzzi nació en Imola, hijo de Vincenzo Luigi y Maria Tadolini, la hija del arquitecto Francesco Tadolini. Baruzzi pasó los primeros años de su educación en su ciudad natal pero en 1814 se inscribió en la Scuola di Ornato, di Anatomia e di Elementi di Figura de la Academia de Bellas Artes de Bolonia, qu en ese tiempo era dirigida por Giacomo De Maria.
En 1819 ganó el premio allunato, lo que le permitió inscribirse en Roma para perfeccionar sus habilidades en el taller de Antonio Canova. A la muerte de su profesor, acaecida el 13 de octubre de 1822, asumió la dirección del taller a petición del único heredero de Canova, el monseñor Gian Battista Sartori, y del superintendente del taller, el señor Antonio d’Este.

## Vida en Bolonia
En septiembre de 1831 Baruzzi fue llamado a Bolonia para tomar la cátedra de profesor de escultura en la Academia de Bellas Artes, la cual estaba vacía desde la partida del profesor De Maria y el rechazo del sucesor designado, Adamo Tadolini. 
En Bolonia, el escultor vivió en una villa en la colina de San Mamolo, llamada L'Eliso y conocida como Villa Baruzziana; Baruzzi dedicó el resto de su vida a su reestructuración con la intención de construir una especie de casa-museo, donde podría exhibir sus obras y las que había coleccionado a lo largo de su vida. La inauguración de la casa tuvo lugar en 1836, a tiempo para la celebración de su matrimonio con la pintora Carolina Primodì, hija de Francesco Primodì. 
Durante el ataque de las tropas austríacas a Bolonia en 1849. L'Eliso fue transformada en un cuartel; un diez días de ocupación, la casa fue saqueada y destruida, a muchas obras fueron dañadas o se perdieron. La ayuda económica prometida por el gobierno nunca llegó, por lo que Baruzzi fue a Roma, Nápoles y París a vender algunos de sus trabajos, pero las ganancias de estas ventas no alcanzaban para cubrir los costos de la reconstrucción de la villa.

## Últimos años de carrera
Entre 1857 y 1859 Baruzzi fue de nuevo a Roma, esta vez con su amigo Pelagio Palagi para presentar su proyecto de finalización de la fachada de la Basílica de San Petronio de Bolonia. En 1859 fue víctima de las purgas iniciadas por Luigi Carlo Farini contra la gente que éste consideraba como simpatizantes del ancien régime, y el escultor fue obligado a abandonar la vida pública. 

## Legado
Un año después, su mujer Carolina falleció sin hijos; Baruzzi pasó el resto de su vida en su adorada villa, donde murió el 28 de enero de 1878. En su testamento, con fecha el 5 de abril de 1873, nombraba como heredero al Municipio de Bolonia, con el compromiso de que se investigara su patrimonio y el establecimiento de un premio para jóvenes artistas dentro de cinco años de su vida.
Su archivo personal y de trabajo se encuentra en la Biblioteca Comunale dell’Archiginnasio de Bolonia.